# Deutschland (luchtschip)
De Deutschland was het eerste luchtschip dat met een benzinemotor aangedreven werd.
Dr. Wölfert bouwde het luchtschip dat met een benzinemotor aangedreven werd. De gondel met de 8 pk Daimlermotor was vastgemaakt aan het ballonlichaam.  Het luchtschip maakte zijn eerste vaart op 10 augustus 1888 in Cannstatt bij Stuttgart.  In 1896 voerde Dr. Wölfert zijn luchtschip op de grote Berlijnse Tentoonstelling. Op 12 juni 1897,  vlak na de start van het Exerzierfeld van Tempelhof, vatte het schip vlam, toen waterstof in de hete motor kwam. Dr. Wölfert en zijn mechanicus Knabe kwamen bij het ongeluk om het leven. 